# Vichtenstein
Vichtenstein település Ausztriában, Felső-Ausztria tartományban, a Schärdingi járásban, területe 10,7 km².

## Fekvése
Tengerszint feletti magassága 554 méter. Vichtenstein Obernzell, Untergriesbach, Engelhartszell, Sankt Roman és Esternberg településekkel határos.

## Népesség
Lakosainak száma 611 fő (2018. január 1.).